# Leen Vente
Leendert Roelof Jan Vente (Rotterdam, 1911. május 14. – Rotterdam, 1989. november 8.), holland válogatott labdarúgó.
A holland válogatott tagjaként részt vett az 1934-es és az 1938-as világbajnokságon.

## Sikerei, díjai
Feijenoord
- Holland bajnok (2): 1937-38, 1939-40